# Steve Holm
Stephen Robert Holm (né le 21 octobre 1979 à Sacramento, Californie, États-Unis) est un ancien receveur de la Ligue majeure de baseball.

## Carrière
Steve Holm est drafté une première fois par les Dodgers de Los Angeles, qui le sélectionnent au 62e tour en 1997, mais le jeune athlète ne signe pas avec le club. En 2001, les Giants de San Francisco le choisissent à leur tour en 17e ronde et le mettent sous contrat.
Holm joue sa première partie dans les majeures le 4 avril 2008 pour les Giants et dispute 49 parties durant cette saison comme substitut au receveur Bengie Molina. Il maintient durant cette période une moyenne au bâton de ,262 avec 22 coups sûrs, dont neuf doubles et un circuit, en plus de totaliser six points produits. Il obtient son premier coup sûr dans les majeures le 6 avril 2008 contre le lanceur Ben Sheets des Brewers de Milwaukee, et frappe son premier circuit en carrière le 11 mai aux dépens de J. C. Romero, des Phillies de Philadelphie.
Durant la saison 2009, Holm ne dispute que quatre parties avec San Francisco, rappant deux coups sûrs en sept.
L'émergence du jeune receveur Buster Posey chez les Giants ne laisse pas beaucoup d'espoir à Holm de percer à nouveau l'alignement de l'équipe californienne. Il passe la majorité des saisons 2008 à 2010 en ligue mineure avec les Grizzlies de Fresno, le club-école de niveau Triple-A des Giants dans la Ligue de la côte du Pacifique. Devenu agent libre en novembre 2010, il signe en janvier 2011 un contrat avec les Twins du Minnesota mais ne joue que 6 parties avec eux la saison suivante.
Il rejoint en février 2012 les Rockies du Colorado.
Après l'arrêt de sa carrière de joueur, il devient instructeur des lanceurs des équipes universitaires des Hornets de Sacramento State (2013-2016) puis des Boilermakers de Purdue (2017-2018). Il prend ensuite la tête des Redbirds d'Illinois State en 2019.

## Statistiques
| Saison | Équipe        | G  | AB | R  | H  | 2B | 3B | HR | RBI | SB | BA   |
| ------ | ------------- | -- | -- | -- | -- | -- | -- | -- | --- | -- | ---- |
| 2008   | San Francisco | 49 | 84 | 10 | 22 | 9  | 0  | 1  | 6   | 0  | .262 |
| 2009   | San Francisco | 4  | 7  | 1  | 2  | 0  | 0  | 0  | 0   | 0  | .286 |
| Totaux | Totaux        | 53 | 91 | 11 | 24 | 9  | 0  | 1  | 6   | 0  | .264 |

Note : G = Matches joués ; AB = Passages au bâton; R = Points ; H = Coups sûrs ; 2B = Doubles ; 3B = Triples ; 
HR = Coup de circuit ; RBI = Points produits ; SB = Buts volés ; BA = Moyenne au bâton.